# 倪韫山
倪韫山（1846年4月2日—1889年4月22日），原名倪嘉珍，清末传教士、学者。孔宋家族的主要成员之一。浙江余姚人。

## 生平家世
1846年4月2日，倪韫山生于浙江余姚倪家堰，父親是倪世文（1808年12月12日－1855年12月25日），母親是胡秀馨（1810年5月15日－1860年7月30日），有一位哥哥倪韞宗（1838年4月25日－1900年10月5日）。
倪氏在当地是世家望族，先世从安徽迁余姚形成倪姓村落，位于余姚县城区北城。清朝咸丰九年（1859年），英国传教士岳斐和美国传教士蔺显理在余姚传播基督教，受此影响，倪家世代男丁都有成为基督教传教士。
倪韫山娶上海徐氏为妻。倪徐氏是明朝礼部尚书，圣教三柱石之一的徐光启的后人，十七代孙女（一说十六代）。
倪韫山为圣公会信徒，是上海伦敦会天安堂牧师，在会长达22年。曾在中国多地传教，足迹遍及江苏、浙江、上海、四川等地。

## 家庭
- 妻：徐姚敏（1848年4月28日－1900年10月25日），为徐光启之后。
- 三女一子：
  - 倪桂清（长女）：嫁牛尚周。牛尚周，江苏嘉定（今上海）人，是第一批30个赴美留学幼童之一。有二子：牛惠霖（生于1889年）、次子牛惠生（生于1892年）。[4]
  - 倪桂珍（次女）（1869年6月22日—1931年7月23日）：嫁宋嘉树。有三女：宋霭龄（嫁孔祥熙）、宋庆龄（嫁孙中山）、宋美龄（嫁蒋中正），即著名的“宋氏三姐妹”。
  - 倪桂殊（三女）：嫁温秉忠，广东台山人。有养子温泽庆、养女温金美（嫁唐星海）。
  - 倪锡纯（子）：1928年12月27日就任中华民国南京（首都直辖市）第一届参事。